# Pinacoplus eberti
Pinacoplus eberti là một loài bướm đêm trong họ Noctuidae.